# 王宗培
王宗培（1932年4月—2020年3月27日），男，江苏宜兴人，中国电机专家，曾任哈尔滨工业大学教授、博士生导师。